# Rhamnus fulvotincta
Rhamnus fulvotincta är en brakvedsväxtart som beskrevs av Metcalf. Rhamnus fulvotincta ingår i släktet getaplar, och familjen brakvedsväxter. Inga underarter finns listade i Catalogue of Life.